# Нимриц
Нимриц (нем. Nimritz) — община в Германии, в земле Тюрингия. 
Входит в состав района Заале-Орла. Подчиняется управлению Оппург.  Население составляет 327 человек (на 31 декабря 2010 года). Занимает площадь 2,12 км².